# Milan Begović
Milan Begović (19. ledna 1876 Vrlika – 13. května 1948 Záhřeb) byl chorvatský spisovatel a dramaturg.

## Život
Milan Begović navštěvoval základní školu v rodném městě Vrlika a gymnázium ve Splitu (1888–1894). Pokračoval studiem slavistiky a romanistiky na Filosofické fakultě Univerzitě v Záhřebu (1894–1896) a Vídni (1897–1903). Kromě toho působil i jako pomocný učitel ve Splitu a Zadaru. V roce 1909 začal jako elév v hamburském divadle Deutsches Schauspielhaus a o rok později zde pracoval jako dramaturg. Mimo to působil na tamní Divadelní akademii. Od roku 1912 byl Begović dramaturgem a režisérem v divadle Neue Wiener Bühne ve Vídni a od roku 1913 v divadle Srpsko narodno pozorište v Novém Sadu.
Během první světové války žil ve Vídni, poté od roku 1920 v Záhřebu. Podnikl řadu cest po Evropě. V roce 1927 se stal ředitelem divadla Drama, od roku 1929 byl přeložen na gymnázium a v roce 1932 odešel na penzi. Od roku 1936 byl členem-korespondentem akademie.
Je pohřben na záhřebském hřbitově Mirogoj.

## Dílo
Milan Begović se zabýval všemi druhy literární činnosti, ale jeho největší láskou bylo divadlo. Na Západě byl známý jako dramatik a jeho hry byly uváděny i na zahraničních scénách. Západní vliv v jeho tvorbě je patrný (Ibsen, Pirandello). V jeho dílech věnujících se psychologické problematice je patrný vliv Sigmunda Freuda. Begović používal pseudonymy Tugomir Cetinski, Xeres de la Maraja nebo Stanko Dušić. Do srbochorvatštiny přeložil nesčetně dramat světové literatury.
- Gretchen, básně 1893
- Pjesme, básně 1896
- Knjiga Boccadoro, básně 1900
- Hrvatska pjesma, básně 1900
- Myrrha, drama 1902
- Život za cara, sonety 1904
- Vojislav Ilić, 1904
- Gospoda Walewska, drama 1906
- Menuet, 1906
- Venus victrix, 1906
- Stana Biučića, drama 1909
- Vrelo, 1912
- Dunja u kovčegu, román 1921
- Male komedije, 1922
- Svadbeni let, drama 1922
- Nasmijana srca, 1923
- Božji čovjek, drama 1924
- Izabrane pjesme, básně 1925
- Pustolov pred vratima, drama 1926
- Hrvatski Diogenes, 1928
- Tri drame, 1933
- Kvartet, povídka 1936
- Ero s onoga svijeta, libreto 1936, hudba: Jakov Gotovac, opera 1936
- Giga Barićeva, román 1940
- I Lela će nositi kapelin, 1941
- Herzen im Sturm (Ohne den Dritten) divadelní hra o třech jednáních
- Puste želje, 1942
- Put po Italiji, 1942
- Kritike i prikazi, 1943
- Umjetnikovi zapisi, 1943
- Izabrana djela, 1966
- Die amerikanische Yacht im Hafen von Spalato, Vídeň 1930
- Mädchen aus Virlika, Berlín 1940
- Die Sünderin, Lipsko 1943
- Zwei weiße Brote, povídka Rijeka 1967

### V češtině
- Dcera Severova – in: 1000 nejkrásnějších novel... č. 40, úvod František Sekanina, přeložil František Veverka, s. 43–54. Praha: J. R. Vilímek, 1913